# كأس الدوري الياباني 2018
كأس الدوري الياباني 2018 (باليابانية: 2018年のJリーグカップ) هو الموسم 26 من كأس الدوري الياباني. أشرف على تنظيمه دوري الدرجة الأولى الياباني، وكان عدد الأندية المشاركة فيه 18، وفاز فيه شونان بلمار.